# Freizeitzentrum Siebengebirge
Das Freizeitzentrum Siebengebirge ist ein Wellness-Park im Königswinterer Stadtteil Oberpleis in Nordrhein-Westfalen. Es wurde 1935 als Strandbad am Lützbach gegründet und hieß bis 1984 Strandbad Oberpleis. 

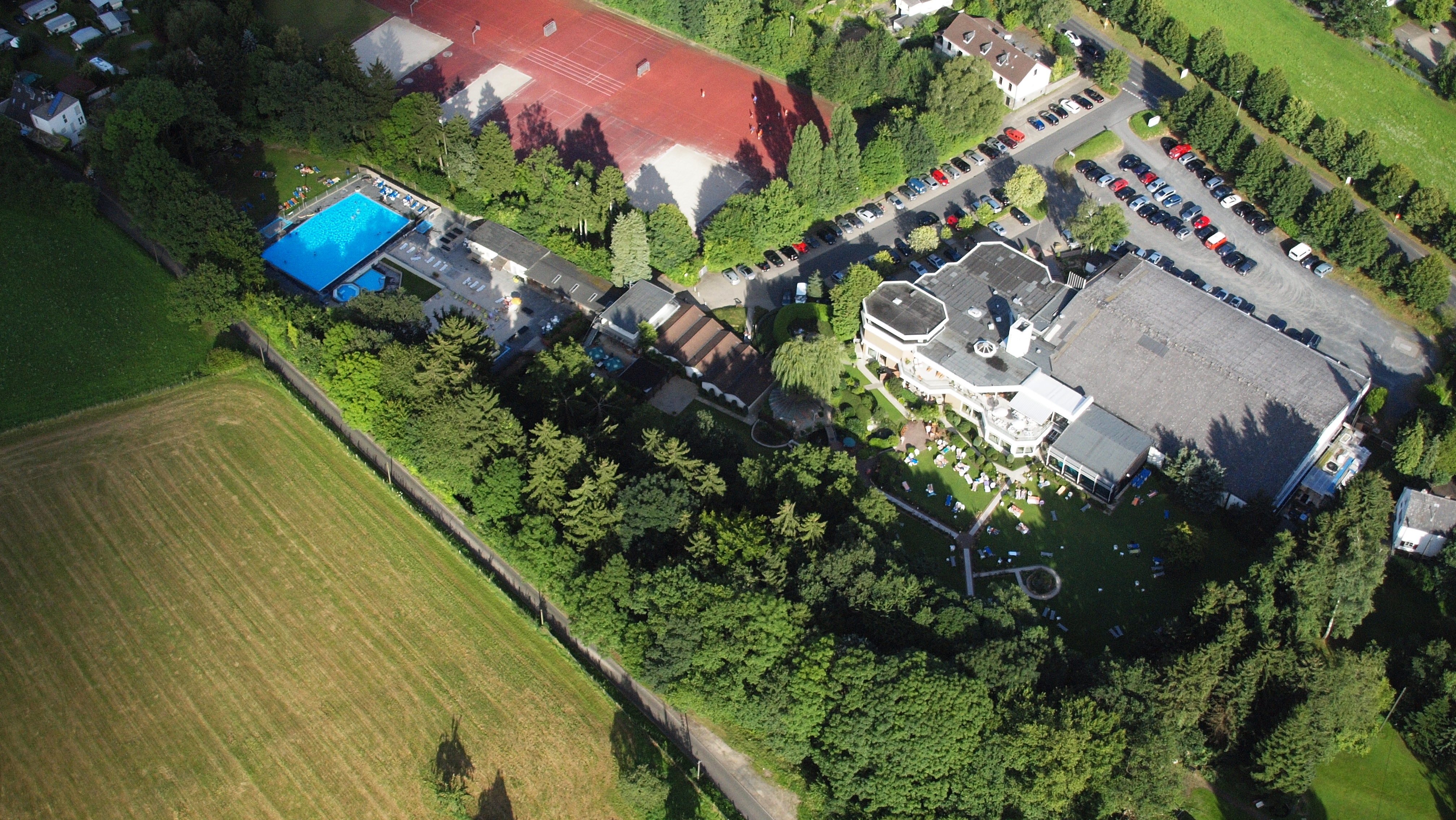
Freizeitzentrum Siebengebirge

## Geschichte
Im sumpfigen Brachland am Lützbach zwischen den Orten Auel und Oberpleis wurde 1935 auf dem Land des Landwirts Klasen mit dem Bau des ursprünglichen Strandbads am Lützbach begonnen.
Am 27. Juli 1935 wurde das Strandbad nach einjähriger Bauzeit eröffnet.
Das Bad bestand aus einem 33 Meter langen Betonbecken, einer Sand-Liegehalle und einer WC-Anlage. Das Wasser kam aus einem Kanal, der vom Lützbach abgeleitet war. Dieser Kanal trieb auch eine Mühle an. Eine Brücke verband Bach und Liegewiese. 
Zum Ende des Zweiten Weltkriegs wurde das Becken durch Granaten beschädigt und von US-amerikanischen Soldaten später notdürftig repariert. Das Becken durfte allerdings nur von amerikanischen Streitkräften benutzt werden. 

### Restaurierung und Neueröffnung
Im Jahr 1949 konnten die Bewohner in Oberpleis ihr Freibad selbst instand setzen, teils aus Spenden, teils aus Geldern der Gemeinde. Für die Spenden wurden Ansteckplaketten zu 50 Pfennig verkauft, die einen Badenden vor der Kirche Oberpleis darstellen. Mit der Restaurierung wurde das Bad um Umkleidekabinen und Liegewiese erweitert. Am 30. Juli 1950 wurde es neu eingeweiht. Badewärter wurde der gelernte Metzger Paul Bellinghausen, der 2001 sein 50-jähriges Dienstjubiläum als Schwimmmeister feierte.

### Bau des Strandbades Oberpleis 1954
Im  Jahr 1954 wurde das Oberpleiser Freibad umgebaut und von einem 33-Meter- auf ein 50-Meter-Becken erweitert. Außerdem wurden ein Drei- und ein Ein-Meter-Sprungbrett, ein Kinderbecken sowie ein Aufsichtsturm gebaut. Eine Cafeteria mit Verkaufsräumen kamen dazu. Zehn Jahre später wurde das Bad dann auch technisch erneuert. 

### Weiterentwicklung zum Wellness-Park
1974 errichteten  die Cousins Hans und Wilfried Rösgen aus Beuel eine Tennishalle mit drei Spielfeldern und einer angeschlossenen Gaststätte auf dem Gelände. Die Stadt Königswinter wollte das Bad jedoch nicht mehr weitertragen, so dass es den Rösgens 1982 übertragen wurde. Das Freibad Oberpleis war damit bundesweit das erste öffentliche Freibad, das privat betrieben wurde.
1984 wurde dann das neu gebaute Freizeitzentrum Siebengebirge eröffnet. Zum Freibad und der Tennishalle kamen Sauna, Solarien, Kosmetik, Massage, eine große Gartenaußenanlage und ein neues Restaurant im Saunabereich hinzu. Auf nun 20.000 Quadratmetern entstand eine Wellness-Anlage unter Berücksichtigung medizinischer Aspekte und Einbeziehung der Natur der Umgebung. 2008 erhielt der Saunapark eine Auszeichnung des Deutschen Sauna-Bundes. Das Bad wurde 2008 nach Angaben des Betreibers von rund 16.000 Gästen besucht.